# Heizmannia kanhsienensis
Heizmannia kanhsienensis är en tvåvingeart som beskrevs av Tung 1955. Heizmannia kanhsienensis ingår i släktet Heizmannia och familjen stickmyggor. Inga underarter finns listade i Catalogue of Life.